# Moisville
Moisville és un municipi francès situat al departament de l'Eure i a la regió de Normandia. L'any 2007 tenia 201 habitants.

## Demografia

### Població
El 2007 la població de fet de Moisville era de 201 persones. Hi havia 74 famílies de les quals 18 eren unipersonals (9 homes vivint sols i 9 dones vivint soles), 26 parelles sense fills i 30 parelles amb fills.
La població ha evolucionat segons el següent gràfic:
Habitants censats

### Habitatges
El 2007 hi havia 103 habitatges, 78 eren l'habitatge principal de la família i 25 eren segones residències. Tots els 103 habitatges eren cases. Dels 78 habitatges principals, 73 estaven ocupats pels seus propietaris, 3 estaven llogats i ocupats pels llogaters i 2 estaven cedits a títol gratuït; 1 tenia una cambra, 1 en tenia dues, 5 en tenien tres, 28 en tenien quatre i 42 en tenien cinc o més. 65 habitatges disposaven pel capbaix d'una plaça de pàrquing. A 25 habitatges hi havia un automòbil i a 47 n'hi havia dos o més.

### Piràmide de població
La piràmide de població per edats i sexe el 2009 era:
| Homes | Edats   | Dones |
| ----- | ------- | ----- |
| 0     | 95 o +  | 0     |
| 0     | 90 a 94 | 4     |
| 0     | 85 a 89 | 0     |
| 0     | 80 a 84 | 0     |
| 8     | 75 a 79 | 8     |
| 16    | 70 a 74 | 4     |
| 4     | 65 a 69 | 4     |
| 4     | 60 a 64 | 4     |
| 0     | 55 a 59 | 0     |
| 16    | 50 a 54 | 0     |
| 8     | 45 a 49 | 16    |
| 0     | 40 a 44 | 4     |
| 16    | 35 a 39 | 8     |
| 4     | 30 a 34 | 4     |
| 4     | 25 a 29 | 4     |
| 0     | 20 a 24 | 0     |
| 16    | 15 a 19 | 0     |
| 0     | 10 a 14 | 8     |
| 4     | 5 a 9   | 4     |
| 4     | 0 a 4   | 0     |

## Economia
El 2007 la població en edat de treballar era de 124 persones, 88 eren actives i 36 eren inactives. De les 88 persones actives 81 estaven ocupades (47 homes i 34 dones) i 7 estaven aturades (2 homes i 5 dones). De les 36 persones inactives 9 estaven jubilades, 15 estaven estudiant i 12 estaven classificades com a «altres inactius».

### Ingressos
El 2009 a Moisville hi havia 78 unitats fiscals que integraven 173,5 persones, la mediana anual d'ingressos fiscals per persona era de 21.179 €.

### Activitats econòmiques
Dels 5 establiments que hi havia el 2007, 2 eren d'empreses de fabricació d'altres productes industrials, 1 d'una empresa de construcció i 2 d'empreses de serveis.
L'únic servei als particulars que hi havia el 2009 era una fusteria.
L'any 2000 a Moisville hi havia 5 explotacions agrícoles.

## Poblacions més properes
El següent diagrama mostra les poblacions més properes.